# Sci alpino ai XII Giochi olimpici invernali - Discesa libera femminile
Tra le competizioni dello sci alpino ai XII Giochi olimpici invernali di Innsbruck 1976 la discesa libera femminile si disputò domenica 8 febbraio sulla pista di Axamer Lizum di Axams; la tedesca occidentale Rosi Mittermaier vinse la medaglia d'oro, l'austriaca Brigitte Totschnig quella d'argento e la statunitense Cindy Nelson quella di bronzo, valide anche ai fini dei Campionati mondiali di sci alpino 1976.
Detentrice uscente del titolo era la svizzera Marie-Theres Nadig, che aveva vinto la gara degli XI Giochi olimpici invernali di Sapporo 1972 disputata sul tracciato di Sapporo Teine precedendo l'austriaca Annemarie Moser-Pröll (medaglia d'argento) e la statunitense Susie Corrock (medaglia di bronzo); la campionessa mondiale in carica era la Moser-Pröll, vincitrice a Sankt Moritz 1974 davanti alla canadese Betsy Clifford e all'altra austriaca Wiltrud Drexel.

## Risultati
| Pos. | Pett. | Atleta                | Nazione          | Tempo   | Distacco |
| ---- | ----- | --------------------- | ---------------- | ------- | -------- |
| 1    | 9     | Rosi Mittermaier      | Germania Ovest   | 1:46,16 |          |
| 2    | 7     | Brigitte Totschnig    | Austria          | 1:46,68 | +0,52    |
| 3    | 10    | Cindy Nelson          | Stati Uniti      | 1:47,50 | +1,34    |
| 4    | 13    | Nicola Spieß          | Austria          | 1:47,71 | +1,55    |
| 5    | 5     | Danièle Debernard     | Francia          | 1:48,48 | +2,32    |
| 6    | 4     | Jacqueline Rouvier    | Francia          | 1:48,58 | +2,42    |
| 7    | 2     | Bernadette Zurbriggen | Svizzera         | 1:48,62 | +2,46    |
| 8    | 3     | Marlies Oberholzer    | Svizzera         | 1:48,68 | +2,52    |
| 9    | 14    | Monika Kaserer        | Austria          | 1:48,81 | +2,65    |
| 10   | 8     | Irene Epple           | Germania Ovest   | 1:48,91 | +2,75    |
| 11   | 15    | Hanni Wenzel          | Liechtenstein    | 1:49,17 | +3,01    |
| 12   | 1     | Irmgard Lukasser      | Austria          | 1:49,18 | +3,02    |
| 13   | 11    | Evi Mittermaier       | Germania Ovest   | 1:49,37 | +3,21    |
| 14   | 26    | Susie Patterson       | Stati Uniti      | 1:49,47 | +3,31    |
| 15   | 19    | Paola Hofer           | Italia           | 1:49,60 | +3,44    |
| 16   | 20    | Laurie Kreiner        | Canada           | 1:49,97 | +3,81    |
| 17   | 18    | Michèle Jacot         | Francia          | 1:49,98 | +3,82    |
| 18   | 6     | Doris De Agostini     | Svizzera         | 1:50,46 | +4,30    |
| 19   | 16    | Kathy Kreiner         | Canada           | 1:50,48 | +4,32    |
| 20   | 30    | Wanda Bieler          | Italia           | 1:50,58 | +4,42    |
| 21   | 23    | Fabienne Serrat       | Francia          | 1:51,34 | +5,18    |
| 22   | 27    | Betsy Clifford        | Canada           | 1:51,40 | +5,24    |
| 23   | 25    | Maria Epple           | Germania Ovest   | 1:51,41 | +5,25    |
| 24   | 24    | Ursula Konzett        | Liechtenstein    | 1:51,53 | +5,37    |
| 25   | 21    | Jolanda Plank         | Italia           | 1:52,50 | +6,34    |
| 26   | 29    | Leslie Smith          | Stati Uniti      | 1:52,98 | +6,82    |
| 27   | 28    | Torill Fjeldstad      | Norvegia         | 1:52,99 | +6,83    |
| 28   | 36    | Alla Askarova         | Unione Sovietica | 1:53,19 | +7,03    |
| 29   | 17    | Valentina Iliffe      | Gran Bretagna    | 1:53,31 | +7,15    |
| 30   | 22    | Riitta Ollikka        | Finlandia        | 1:53,85 | +7,69    |
| 31   | 34    | Sally Rodd            | Australia        | 1:54,82 | +8,66    |
| 32   | 33    | Dagmar Kuzmanová      | Cecoslovacchia   | 1:54,84 | +8,68    |
| 33   | 32    | Jana Šoltýsová        | Cecoslovacchia   | 1:55,02 | +8,86    |
| 34   | 35    | Fiona Easdale         | Gran Bretagna    | 1:57,66 | +11,50   |
| 35   | 37    | Hazel Hutcheon        | Gran Bretagna    | 1:58,33 | +12,17   |
| 36   | 38    | Joanne Henke          | Australia        | 1:59,59 | +13,43   |
| 37   | 31    | Theresa Wallis        | Gran Bretagna    | 1:59,77 | +13,61   |
| 38   | 40    | Sue Gibson            | Nuova Zelanda    | 2:03,49 | +17,33   |
|      | 12    | Marie-Theres Nadig    | Svizzera         | DNS     | DNS      |
|      | 39    | Janet Wells           | Nuova Zelanda    | DNS     | DNS      |

Legenda:

DNS = non partita

Pos. = posizione

Pett. = pettorale
Ore: 12.30 (UTC+1)

Pista: Axamer Lizum

Partenza: 2 310 m s.l.m.

Arrivo: 1 610 m s.l.m.

Lunghezza: 2 515 m

Dislivello: 700 m

Porte: 23

Tracciatore: